# Síndrome de hiper-IgM
El síndrome de hiper-IgM es una enfermedad congénita, de origen genético y transmisión hereditaria ligada al cromosoma X, que se caracteriza por provocar un déficit de inmunidad (inmunodeficiencia). Los pacientes afectados son varones que presentan niveles altos o normales de IgM, pero en cambio otras inmunoglobulinas como la IgA e IgG se encuentran en sangre en cantidades más bajas de lo normal. Además varias funciones inmunitarias están alteradas, por ejemplo el número de granulocitos, un tipo de glóbulos blancos, está disminuido. Como consecuencia existe mayor susceptibilidad a infecciones, siendo particularmente frecuentes las neumonías por pneumocystis jirovecii y las infecciones intestinales por cryptosporidium.
La causa del trastorno es en la mayoría de los casos una mutación en un punto no determinado del cromosoma X que afecta a una proteína denominada ligando CD40, muy importante para el adecuado funcionamiento de los linfocitos T, una de las células clave del sistema inmunológico. El ligando CD40 (CD40L) es una proteína de membrana que se expresa principalmente en los  linfocitos T CD4 activados. Las moléculas CD40L que el linfocito T expresa en su superficie se unen al receptor de CD40 del linfocito B. En circunstancias normales esta unión induce una señal para que el linfocito B se active y produzca inmunoglobulinas IgG e IgA.

## Tipos
Se han caracterizado cinco tipos de síndrome de hiper IgM:
- Síndrome de hiper-IgM tipo 1 (ligado al cromosoma X), caracterizado por mutaciones en el gen CD40LG . En este tipo, las células T no pueden decirle a las células B que cambien de clase.[3]
- Síndrome de hiper-IgM tipo 2 (autosómico recesivo), caracterizado por mutaciones del gen AICDA . En este tipo, las células B no pueden recombinar material genético para cambiar producción de cadenas pesadas.[4]
- Síndrome de hiper-IgM tipo 3 caracterizado por mutaciones en elgen CD40 . En este tipo, las células B no pueden recibir la señal de las células T para cambiar de clase.[5]
- Síndrome de hiper-IgM tipo 4, que es un defecto en la recombinación de cambio de clase aguas abajo del gen AICDA que no afecta la hipermutación somática.[6]
- Síndrome de hiper-IgM tipo 5 caracterizado por mutaciones del gen UNG.[7]